# 烏爾里克·路易絲 (索爾姆斯-布勞恩費爾斯)
烏爾里克·路易絲（德語：Ulrike Luise zu Solms-Braunfels，1731年5月1日—1792年9月12日），黑森-洪堡伯爵夫人，索爾姆斯-布勞恩費爾斯親王腓特烈·威廉的女兒。

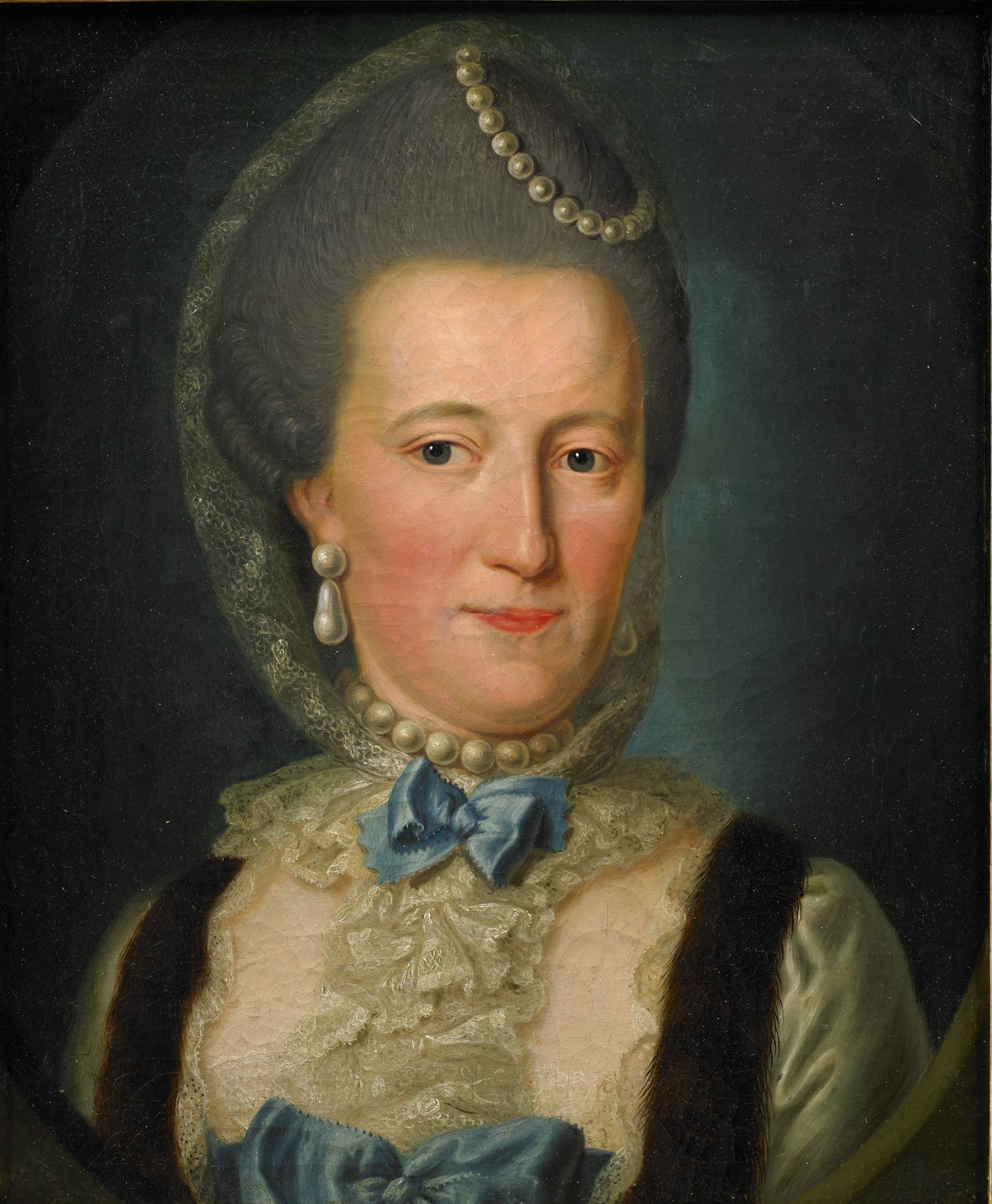
烏爾里克·路易絲

## 家庭
1746年，烏爾里克·路易絲與表哥腓特烈四世結婚，兩人共有1子1女：
1. 腓特烈五世（1748年—1820年）
2. 瑪麗（1749年—1750年），夭折